# 투르크메니스탄의 비자 정책

투르크메니스탄 국내법에 따라, 특수한 여권을 보유한 경우가 아니면, 투르크메니스탄을 방문하는 모든 국가의 국민은 비자가 필요하다. 2003년부터 2013년까지 우즈베키스탄과 카자흐스탄의 일부 지역 거주민은 비자를 면제받는 혜택을 누렸다. 투르크메니스탄의 관광 비자를 취득하려면 투르크메니스탄에 등록된 관광사의 초대장이 있어야 하며, 단순히 다른 국가로 가기 위한 통과 목적의 비자를 발급받을 경우에만 초대장이 필요하지 않다. 만약 거주국에 투르크메니스탄 외교공관이 없는 등의 이유로 비자를 사전에 받지 못한 경우, 초대장을 가지고 투르크메니스탄 외교부의 비자 발급 허가를 받아 공항이나 육상 국경 검문소를 통해 투르크메니스탄에 도착함과 동시에 10일짜리 비자를 발급받을 수 있으며, 이 비자는 10일 재연장이 가능하다.
모든 국가의 국민은 아시가바트 국제공항의 환승 구역에서 비자 없이 환승할 수 있으며, 통과 비자도 필요하지 않다.

## 비자 정책 지도
| 비자 정책의 주요 변경점 |
| --- |
| 제한적 적용 중: - 2003년 1월 1일: 일부 비자 정책 자유화 및 우즈베키스탄 및 카자흐스탄 일부 지역의 비자 면제 취소됨: - 1993년 1월 1일: 구유고슬라비아 마케도니아 공화국, 라오스, 라트비아, 루마니아, 리투아니아, 몽골, 베트남, 보스니아 헤르체고비나, 불가리아, 슬로바키아, 슬로베니아, 알바니아, 유고슬라비아, 에스토니아, 조선민주주의인민공화국, 체코, 쿠바, 크로아티아, 폴란드, 헝가리와의 비자 면제 취소 - 1999년 6월 9일: 러시아, 몰도바, 벨라루스, 아르메니아, 아제르바이잔, 우즈베키스탄, 우크라이나, 조지아, 카자흐스탄, 키르기스스탄, 타지키스탄과의 비자 면제 취소 - 2003년 1월 1일: 일부 비자 정책 자유화 취소 및 우즈베키스탄 및 카자흐스탄 일부 지역의 비자 면제 취소 |

### 입국 금지 국가
투르크메니스탄 정부는 남오세티야, 도네츠크, 루간스크, 북키프로스, 서사하라, 소말릴란드, 아르차흐 공화국, 압하지야, 코소보, 트란스니스트리아를 국가로 인정하지 않고 있기 때문에, 해당 국가의 여권을 사용할 경우 입국을 거부하고 있다.
투르크메니스탄은 타이완을 국가로 인정하지 않지만, 사전에 비자를 신청할 경우 입국을 허가하고 있다.

### 특별 허가
투르크메니스탄 내 다쇼구즈, 사라흐스, 세르헤타바트, 아타무라트, 하자르 지역을 방문하려면 투르크메니스탄 도착 전 외교부의 특별 허가가 필요하다.

## 2003년~2013년 특수 비자 면제
2003년부터 2013년까지, 우즈베키스탄과 카자흐스탄 일부 지역의 주민은 일정 조건을 충족하면 투르크메니스탄을 비자 없이 방문할 수 있었다.
- 우즈베키스탄 — 우즈베키스탄 국적자 중 부하라주, 호레즘주 주민, 카라칼파크스탄 공화국 타히야토쉬의 슈마나이구, 아무다리야구, 콩이로트구, 호제일리구 주민, 카슈카다리야주의 그우조르구, 니숀구, 데흐코노보드구, 미리슈코르구 주민, 수르한다리야주의 무즈라보트구, 셰로보드구 주민은 한 달에 3일 이하의 무비자 체류가 가능하다. 이드 알피트르와 이드 알아드하 기간에는 한 달에 두 번까지 허용되나, 7일을 넘길 수 없다.[5]
- 카자흐스탄 — 카자흐스탄 국적자 중 망기스타우주와 아티라우주 주민은 투르크메니스탄 발칸주에 최대 5일간의 무비자 체류가 허용된다.[6]
- UN 2003년부터 유엔 통행증을 가진 외국인은 비자 없이 도착일부터 최장 30일간 체류, 숙박, 투르크메니스탄 국외로 출국, 다른 나라로 가기 위한 통과 등이 가능하다. 유엔이나 유엔 산하기구의 직원 중 투르크메니스탄 외교부의 허가를 받은 인원 및 가족은 투르크메니스탄에서 업무를 수행하는 기간 동안 비자를 발급받지 않아도 된다..[7][8][9]

## 특수 여권

투르크메니스탄
외교관여권 및 관용여권 소지 시 무비자 입국 가능
외교관여권 소지 시 무비자 입국 가능
외교관여권 소지 시 도착 즉시 무조건 비자 발급 가능

외교관여권이나 관용어권을 소지한 대한민국, 러시아, 루마니아, 몰도바, 몽골, 벨라루스, 불가리아, 슬로바키아, 아랍에미리트, 아르메니아, 아제르바이잔, 우즈베키스탄, 우크라이나, 이란, 일본, 조지아, 중국, 체코, 카자흐스탄, 키르기스스탄, 타지키스탄, 튀르키예, 헝가리 국적자나, 외교관여권을 소지한 에스토니아, 우즈베키스탄, 인도, 파키스탄 국적자는 투르크메니스탄을 방문할 때 특별한 비자가 필요하지 않으며, 외교관여권을 소지한 뉴질랜드, 미국, 영국, 캐나다 국적자는 도착과 즉시 아무 조건 없이 비자를 발급받을 수 있다.
2019년 8월에는 싱가포르와 투르크메니스탄 간 외교관여권과 관용여권을 보유한 사람에 대한 상호 비자 면제 조약이 체결되었지만, 아직 발효되지 않았다.

## 통계
투르크메니스탄은 세계에서 가장 폐쇄된 국가 중 하나로 꼽히는 곳으로, 투르크메니스탄 비자를 발급받는 외국인 수는 현재 매우 적다. 독립 직후인 1990년대 투르크메니스탄은 현재보다 개방되어 있었으며, 1998년에는 30만 명이 넘는 관광객이 투르크메니스탄을 방문하기도 했다. 하지만 2000년부터 2013년까지 투르크메니스탄의 중립국화, 고립주의 채택, 통치자의 독재 정치 등으로 인해 외국인에게 발급한 비자의 수는 급감하여 현재에 이르고 있다.
| 연도                                   | 방문객         |
| -------------------------------------- | -------------- |
| 1992—1994                              | 자료 없음      |
| 1995                                   | 218,000        |
| 1996                                   | 217,000        |
| 1997                                   | 257,000        |
| 1998                                   | 300,000        |
| 1999                                   | 자료 없음      |
| 2000                                   | 3,256          |
| 2001                                   | 5,200          |
| 2002                                   | 10,800         |
| 2003                                   | 8,200          |
| 2004                                   | 14,800         |
| 2005                                   | 11,600         |
| 2006                                   | 5,600          |
| 2007                                   | 8,177          |
| 2008                                   | 9,777          |
| 2009                                   | 7,628          |
| 2010                                   | 9,631          |
| 2011                                   | 8,687          |
| 2012—2013                              | 자료 없음      |
| 2014                                   | 110,000 이상   |
| 2015                                   | 110,000 이상   |
| 2016                                   | 130,000 이상   |
| 2017                                   | 130,000 이상   |
| 2018                                   | 130,000 이상   |
| 합계 (1995-1998, 2000-2011, 2014-2018) | 1,700,000 이상 |

| 국가         | 2018      | 2017      | 2016      | 2015      | 2014      | 2011      | 2010      | 2009      | 2008      | 2007      | 2000      |
| ------------ | --------- | --------- | --------- | --------- | --------- | --------- | --------- | --------- | --------- | --------- | --------- |
| 우즈베키스탄 | 108,288   | 105,269   | 98,176    | 96,604    | 77,387    | 자료 없음 | 자료 없음 | 자료 없음 | 자료 없음 | 자료 없음 | 자료 없음 |
| 이란         | 자료 없음 | 자료 없음 | 자료 없음 | 자료 없음 | 자료 없음 | 3,874     | 3,397     | 2,391     | 2,355     | 2,133     | 122       |
| 독일         | 자료 없음 | 자료 없음 | 자료 없음 | 자료 없음 | 자료 없음 | 1,143     | 1,277     | 1,392     | 1,576     | 1,338     | 270       |
| 미국         | 자료 없음 | 자료 없음 | 자료 없음 | 자료 없음 | 자료 없음 | 531       | 660       | 535       | 663       | 566       | 430       |
| 이탈리아     | 자료 없음 | 자료 없음 | 자료 없음 | 자료 없음 | 자료 없음 | 277       | 392       | 412       | 595       | 600       | 340       |
| 일본         | 자료 없음 | 자료 없음 | 자료 없음 | 자료 없음 | 자료 없음 | 253       | 388       | 344       | 508       | 537       | 282       |
| 네덜란드     | 자료 없음 | 자료 없음 | 자료 없음 | 자료 없음 | 자료 없음 | 245       | 238       | 296       | 439       | 160       | 95        |
| 프랑스       | 자료 없음 | 자료 없음 | 자료 없음 | 자료 없음 | 자료 없음 | 212       | 230       | 315       | 232       | 682       | 650       |
| 기타         | 자료 없음 | 자료 없음 | 자료 없음 | 자료 없음 | 자료 없음 | 2,080     | 2,799     | 1,803     | 3,313     | 2,081     | 999       |
| 합계         | 자료 없음 | 자료 없음 | 자료 없음 | 자료 없음 | 자료 없음 | 8,697     | 9,631     | 7,628     | 9,777     | 8,177     | 3,256     |

### 러시아 연방 시민권자
| 국가   | 2021  | 2020   | 2019   | 2018   | 2017   | 2016   | 2015   | 2014   | 2013   | 2012   | 2011   | 2010   |
| ------ | ----- | ------ | ------ | ------ | ------ | ------ | ------ | ------ | ------ | ------ | ------ | ------ |
| 러시아 | 6,096 | 11,322 | 30,504 | 28,127 | 27,490 | 29,047 | 28,470 | 29,530 | 34,494 | 36,387 | 42,664 | 45,052 |

## 같이 보기
- 투르크메니스탄 여권
- 아시가바트 국제공항
- 투르크메니스탄 항공